# László Mahó
László Mahó (nascido em 10 de março de 1941) é um ex-ciclista húngaro que competiu no ciclismo nos Jogos Olímpicos de Verão de 1964, representando a Hungria.